# Epitacio Huerta
Epitacio Huerta är en kommun i Mexiko.   Den ligger i delstaten Michoacán de Ocampo, i den sydöstra delen av landet, 140 km nordväst om huvudstaden Mexico City.
Följande samhällen finns i Epitacio Huerta:
- San Antonio Molinos
- Canindo y Pedregal
- La Luz
- San Cristóbal
- San Bernardo
- San Miguel la Rata
- El Rodeo
- El Tejocote Polvillas
- Cañada de García
- Cruz de Pichardo
- Estanzuela los Lulos
- El Cerrito
- Yereje Cabezas
- El Pinto
- El Tepozán
- Ojo de Agua
- Santa Genoveva
- El Venado
- Emiliano Zapata
- Los Ángeles
- La Curva
- Ex-Hacienda San Miguel
- Las Hormigas Dos
- La Lagartija
- Casa Colorada